# Christian Riebe

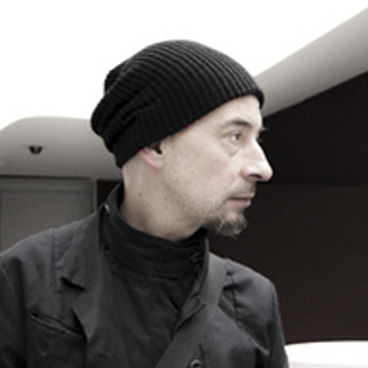
Christian Riebe 2016

Christian Riebe (* 1963 in Lübeck) ist ein deutscher Künstler und Musiker. Sein Werk umfasst Arbeiten in verschiedenen künstlerischen Sparten.

## Leben
Riebe studierte 1984 bis 1990 Freie Kunst an der Fachhochschule für Gestaltung in Hannover. Seine Lehrer dort waren Ulrich Baehr und Peter Tuma. Christian Riebe ist Mitglied des Deutschen Künstlerbundes und Gründungsmitglied der Gruppe Local Fist. Er beteiligte sich an den DKB-Jahresausstellungen 1990 (in Berlin), 1991 (in Darmstadt)- Für sein Werk erhielt er das Stipendium der Niedersächsischen Sparkassenstiftung (1991), das Reisestipendium des Alexander Dorner-Kreises, das Nachwuchsstipendium des Landes Niedersachsen (1992), das Rom-Stipendium Villa Massimo (1993), das Jahresstipendium des Landes Niedersachsen (1996), den Preis der Volksbank Hannover (2000) und zuletzt den Kunstpreis der SPD-Fraktion im Niedersächsischen Landtag (2015). Von 2003 bis zum Stellenabbau im Fachbereich Freie Kunst 2005 lehrte er Malerei an der Fachhochschule Hannover. Seine Arbeiten wurden bisher in über 70 Einzel- und Gruppenausstellungen im In- und Ausland gezeigt.

## Werk

### Bildende Kunst

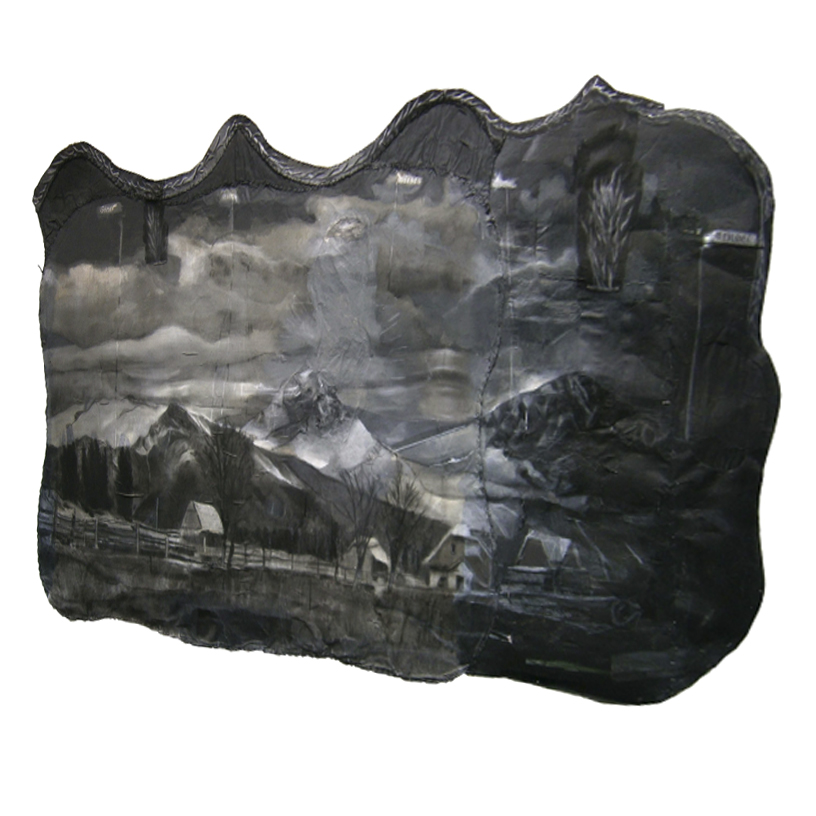
Christian Riebe; Singe! 2012

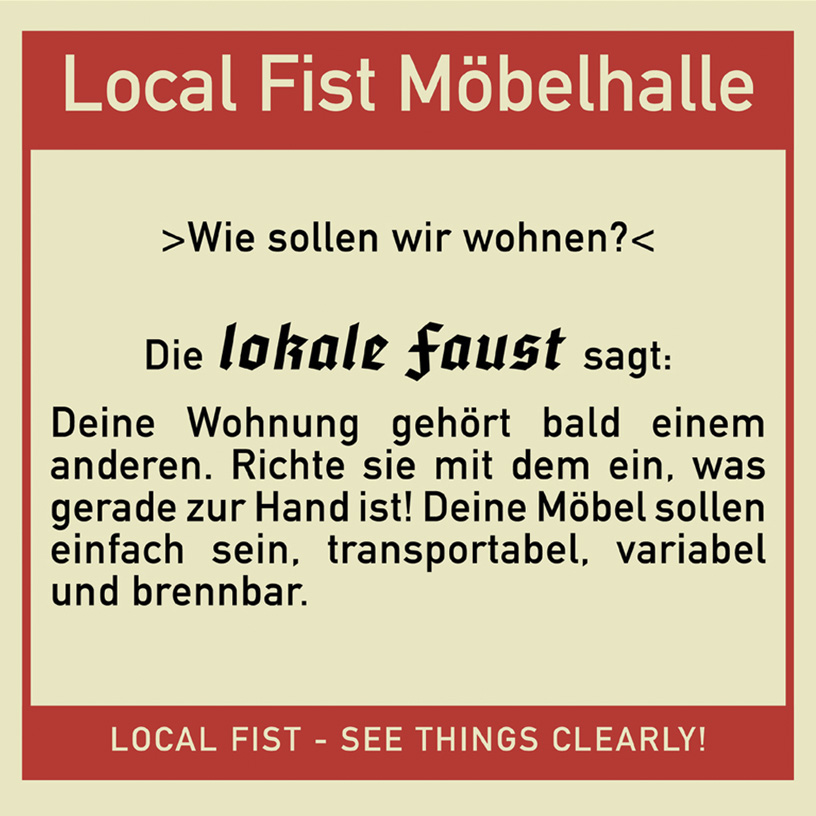
Möbelhalle der Local Fist in Hannover (Aushang)

In seinen frühen Werken kombiniert Riebe mittelformatige Graphitzeichnungen zu größeren Tableaus. Inhaltlich und formal spiegeln die Arbeiten eine Auseinandersetzung mit Volkskunst und Votivmalerei sowie mit der Sammlung Prinzhorn wider. Er verwendet Papiere minderer Qualität (Makulatur, Papier für Matrizendrucker und Papierservietten), die er in Schichten übereinander verleimt. Die plastische Deformation der Bildträger durch Überkleben, Ausstopfen, Heraustrennen und Einfügen einzelner Bildteile ist bis heute für seine Arbeiten signifikant. Ebenso dekonstruiert und collagiert Riebe in seinen Bildern Stile und Inhalte. Gegenständliche Bildelemente stehen neben flächigen Übermalungen, Leerstellen und Textfragmenten. Auch für die großformatige Malerei, die ab 2002 entsteht, nutzt Riebe untypische Bildträger wie Packdecke, Dämmplatte oder Graupappe. Anstelle von Künstlerfarbe verwendet er bevorzugt Lacke. Häufig vereinen die großformatigen Bilder zeichnerische, malerische und plastisch-reliefartige Elemente (Stickerei, geprägte Bleche und Folien). Zusätzlich erscheinen die Titel der Werke oft als Schriftzug im Bild, ohne dass sich inhaltliche Zusammenhänge dadurch vollends erschließen ließen. Viele großformatige Arbeiten Riebes benennen historische Themen (Juri Gagarin, Charles Fourier, die Machnowschtschina) oder zitieren historische Dokumente (Fotografien von spiritistischen Sitzungen, Heimatschutzarchitektur und Industriebauten). 2008 gründete Riebe (mit dem Künstler Marius Albrecht) die deutsche Sektion der Gruppe Local Fist, die eine postkapitalistische Alltagskultur propagiert. Die Künstler eröffneten in acht stillgelegten Läden unter dem Hauptbahnhof Hannover einen Local Fist Shop. Der desolate Charakter der zum Abriss vorgesehenen unterirdischen Einkaufsmeile wurde von der Local Fist sarkastisch betont. Viele Besucher hielten die Veranstalter daraufhin für eine apokalyptische Sekte. Die Gruppe verzweigte sich rasch in weitere Projekte, darunter eine Abteilung für restriktive Kulturarbeit in Berlin. Arbeiten der beteiligten Künstler wurden 2011 im Kunstverein Wolfenbüttel und 2012 in der Städtischen Galerie Hannover in Regionalen Leistungsschauen der Local Fist gezeigt.

### Musik
Christian Riebe ist Gründer, Textdichter und Komponist der Musikgruppe Kap Wlodek, deren erste Produktion Aus glücklichen Tagen 1999 bei Trikont erschien. Die Band, die bis 2005 bestand, ordnet sich selbst dem "Do It Yourself-Untergrund" zu. Charakteristisch sind ihre minimalistischen Arrangements und die Instrumentierung mit Heimorgel, Bläsern, elektrisch verstärkten Streichern, Blockflöten und Glockenspiel. Kap Wlodek trat meist im Rahmen von Kulturveranstaltungen auf, so 1998 in der Kulturbrauerei Berlin, 1999 in der Herzog August Bibliothek Wolfenbüttel und 2000 in den St Pancras Chambers, Kings Cross in London. Ihr Programm "La Revue Anarchiste", bei dem Bühneninstallationen und die Projektion alter FWU- und RWU-Filme Teil des Konzertes waren, wurde 2002 im Sprengel Museum Hannover aufgeführt. Titel von Kap Wlodek wurden von John Peel auf BBC gespielt und finden bis heute Verwendung in Radio- und Fernsehsendungen (u. a. Die Sendung mit der Maus, Themennächte mit Rolf Cantzen auf Deutschlandfunk Kultur) sowie 2007 im Soundtrack des Kinofilmes "Meer is nich". Eine EP von Kap Wlodek wurde 2001 bei Sputnik IDEE Co in Japan veröffentlicht.
Weitere Musikprojekte von Christian Riebe sind die Anti-Folk Band Poch und seit 2015 die dystopische Musikperformance Kleine Schwester, die 2016 ebenfalls im Sprengel Museum zu sehen war.